# アイノ・クーシネン

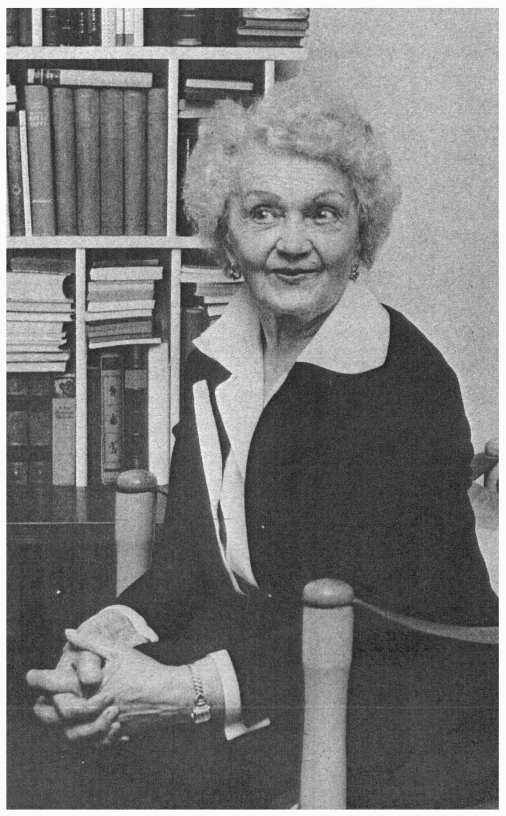
アイノ・クーシネン（1965年）

アイノ・クーシネン（Aino Kuusinen, ロシア語：Айно Андреевна Куусинен, 1886年3月5日 - 1970年9月1日）は、ソビエト連邦の政治家オットー・クーシネンの妻で、コミンテルン職員、のちに諜報員。フィンランド人。旧姓はトゥルティアイネン（Turtiainen）。第二次世界大戦前の日本に派遣され、偽名を用いて上流階級や政界に交友関係を築いた。彼女がソビエト連邦のスパイであることは、日本では戦後になるまで知られることはなかった。

## 生涯

### 誕生から最初の結婚
アイノ・クーシネンは、ロシア帝国の一部分であったフィンランド大公国で、両親の三番目の子として生まれ、子供時代の大部分を中部フィンランドで過ごした。中等学校卒業後、ヘルシンキの外科病院で四年の看護教育を受け、看護婦の資格を得てすぐ、1909年に鉄道技士のレオ・サロラと結婚した。

### オットー・クーシネンとの出会い、結婚
1919年にオットー・クーシネンと出会う。偽名を使ってフィンランドに入国し警察に追われていたオットーを、友人の依頼で一晩だけ匿ったのである。二度目の出会いは、三か月後の1920年の厳寒のある日のことであった。知り合いの養父母の家にオットーが滞在していたための偶然の出会いだった。その後、ストックホルムへ移ったオットーから手紙が届くようになる。
ヘルシンキに療養所を開く準備のために訪れたドイツで、オットーの親友でコミンテルンの仕事をしていたユルヨ・シロラと出会う。そのままシロラの勧めに従って、モスクワへ赴いた。当時、オットーはサンクトペテルブルクにいたが、モスクワに戻ってくると、二人は結婚登録所で結婚し、トヴェルスカヤ通りのホテル・ルックスで暮らし始めた。

### コミンテルン
1924年から1933年にかけて、コミンテルンで働くようになる。1921年にオットーはコミンテルン執行委員会の書記に任命されており、ホテル・ルックスの部屋で夜に行われたコミンテルンの会合には1922年から参加していた。肩書きは情報部「スカンジナビア担当」で、スウェーデン、ノルウェー、デンマークの政治・経済情報の収集が主な仕事であった。華奢なこの女性は、「コミンテルンいちばんのコケティッシュな猫」（フリッツ・グラウバウフ）と呼ばれた。
1924年秋の「ジノヴィエフ書簡」事件のあと、コミンテルンの秘密活動は、労農赤軍本部第4局等へ移された。のちに、諜報員として日本へ派遣されたときの所属が労農赤軍本部第4局であったのも、このためである。

### アメリカ
1930年に、「エリサベート・ペーテルソン」名義のスウェーデンのパスポートを携えて、ニューヨークへ向かった。主な任務は、アメリカ共産党とフィン労働者連合の調査であった。1933年にモスクワへ帰還したが、2年半のあいだに多くの職員が逮捕され、コミンテルンの雰囲気はひどい状態にあった。

### 微笑の国
再出国を希望して、労農赤軍本部第4局の長官ヤン・ベルジンと接触する。ベルジンからの提案は、日本への派遣であった。今回は、「エリサベート・ハンソン」名義のスウェーデンのパスポートを携えての旅となった。ベルジンとの通信には「イングリッド」という名前を使うことが決められた。1934年、日本に到着し、帝国ホテルに宿泊した。到着の翌日に東京朝日新聞のインタヴューを受けている。カメラマンを連れて訪れたのは「中野男爵」を名乗る男性で、これ以降、いろいろと便宜を図ってくれることになる人物である。 
ベルジンからの連絡は謎の「博士」から伝えられることになっていた。その「博士」は、ホテル・ルックス時代に面識があったリヒャルト・ゾルゲであった。帝国ホテルは高額なため、九段坂下の野々宮アパートへ移り、日本での「幸福な日々」が始まった。任務は、ジャーナリストや有力な政治家などに友人を作ることであった。
1935年の暮に突然モスクワへ呼び戻された。労農赤軍本部第4局の長官はセミョーン・ウリツキーに代わっていたが、日本へ戻りたいという願いを聞き入れることとなる。日本における社会的地位を高めるために、その国と人々を賞揚する本を書くように提案され、ストックホルムで『微笑む日本』（"Det Leende Nippon"）をスウェーデン語で執筆した。本が出版されると、オットー、ウリツキー、そして日本の友人たちに発送し、再び日本へ向かった。
1936年10月8日付東京朝日新聞に「瑞典の女作家再び来朝」と題する顔写真付きの記事が掲載された。「二年前日本に来たスエーデンの女流作家リスベート・ハンソン女史(三七)が今春、首都ストックホルムで発行した『微笑む日本』(デット・レーエンデ・ニッポン）をお土産に七日の秩父丸でヒヨツコリ来朝帝国ホテルに入つた。」
同年10月22日付東京朝日新聞には「北欧の女流作家に微笑む東京の姿――第二の印象記、ハンソン女史寄稿」と題する続報が掲載された。この続報には、「エリサベート・ハンソン」のサインとともに、上半身を写した写真も掲載された。サインの上には、"Det Leende Tokyo"（「微笑む東京」）の文字が見える。
その後しばらくしてこの本の英語版（"Japan, Land of Smile"）が外務省によって用意された。『微笑む日本』（"Det Leende Nippon"）は、国会図書館と国際交流基金の図書館に所蔵されており、閲覧することができる。
この2度目の来日でも、しばらく帝国ホテルに宿泊した後、九段坂下の野々宮アパートへ移っている。日本語の学習を再開し、大正大学からの誘いで仏教に関する講義にも参加している。「中野男爵」の紹介で、最上流階級の社交の場にも招待されるようになり、皇居での園遊会や、訪欧の長距離飛行家のために昭和天皇が催したレセプションにも招かれた。また、天皇の直宮である秩父宮にも数回会ったことがあり、これらの事実が、ゾルゲ事件関係書類に「イングリッド」に関する記述がほとんどない理由とされる。
1937年の11月にモスクワへの帰還命令がゾルゲから伝えられた。帰還命令はアイノだけでなく全員に出ていたが、ゾルゲはこれに従わず、1941年10月に警視庁特高外事課に逮捕されることとなる。

### 逮捕と強制労働収容所
モスクワへ戻ったアイノは、1938年1月1日に逮捕される。モスクワ市内の刑務所での15か月にわたる尋問ののち、北極圏の極寒のコミ自治区（現：コミ共和国）にあるヴォルクタの強制労働収容所へ送られた。
1946年末に釈放されたが、元政治犯は居住地が制限されていたため、国内を放浪することとなる。ソビエト連邦からの脱出のためアメリカ大使館に救いを求めるが、このことが再逮捕の原因となった。
1949年に再逮捕され、モスクワ市内の刑務所での14か月にわたる尋問ののち、モスクワの東400キロモルドヴィア自治区（現：モルドヴィア共和国）のポチマの強制労働収容所へ送られた。

### 釈放と名誉回復
1953年3月5日にスターリンが死去すると、収容所から多くの将校が姿を消し、4か月後には、大粛清の執行者であったラヴレンチー・ベリヤが解任された。このことは、政治犯にとって希望の持てる出来事ではあったが、自由を得るまでにさらに2年以上の歳月を要した。1955年に、ソビエト連邦の検事総長宛に再審を求める書簡を送り、同年、これが認められて、名誉回復がなされた。
1955年10月に釈放され、モスクワへ戻ったが、住宅を確保することも困難で、知人宅や軍の住宅等を転々とする生活が続いた。フィンランドへの帰国を望んだが、オットーが生きているかぎりかなわぬ夢であった。1964年5月17日にオットーは83歳でこの世を去った。ソビエト連邦史上最大級の国葬では、「体面を整える」ために、悲しみに沈む未亡人の役を演じた。

### フィンランドへの帰国
帰国のため、パスポートやフィンランド生まれであることを証明する書類等を、数か月かけて用意する。その証明書は、義理の娘であるヘルッタ・クーシネンが作成してくれたものであった。ようやく1年間有効の書類を手に入れ、フィンランド大使館は3か月滞在用のビザを発給した。1965年2月28日にフィンランドへ帰国したが、ソビエト連邦の政治の中枢にいた人物の妻が西側へ出るのははじめてのことであった。

### 回想録の執筆
1966年に、ドイツ人の歴史学者ヴォルフガング・レオンハルト(Wolfgang Leonhard)は、回想録を書くための手助けを依頼される。初めて会ったアイノの印象は、「人を惹きつけるような個性と驚嘆すべき知性、俊敏な理解力を備えた老婦人」というものだった。「老婦人」は、流暢なドイツ語を含め数か国語を話した。
1967年には、ドイツ語で執筆された回想録の原稿は完成したが、本人の意向で出版は没後となり、レオンハルトのもとで保管された。1970年9月1日にアイノ・クーシネンは波乱に満ちた生涯を閉じ、1972年に回想録はウィーンで出版された。

## 著作
- Lisbeth Hansson (1936). Det leende Nippon. Stockholms Bokindustri aktiebolag

日本での活動を容易にするために、エリサベート・ハンソン名でストックホルムで出版された。
- アイノ・クーシネン『神はその天使を破滅させる : スターリン体制に生きて』島谷逸夫・島谷謙訳、社会評論社、1990年。
- アイノ・クーシネン『革命の堕天使たち―回想のスターリン時代』坂内知子訳、平凡社〈20世紀メモリアル〉、1992年。ISBN 4-582-37322-4。
  - 原書: Aino Kuusinen: Der Gott stürzt seine Engel. Herausgegeben und eingeleitet von Wolfgang Leonhard. Verlag Fritz Molden, Wien, München und Zürich 1972, ISBN 3-217-00448-5.

ただし坂内訳は、英訳版からの重訳。